# Tomokazu Harimoto
Tomokazu Harimoto (jap. 張本 智和, ur. 27 czerwca 2003 w Sendai) – japoński tenisista stołowy, członek kadry narodowej Japonii w tenisie stołowym. W sierpniu 2017 roku wygrał turniej singlowy ITTF World Tour w Czechach, a w grudniu 2018 roku ITTF World Tour Grand Finals – w obu przypadkach jako najmłodszy zwycięzca w historii danych rozgrywek.

## Życiorys
Urodził się jako Zhang Zhihe (張 智和). Jest synem chińskich tenisistów stołowych – Yu Harimoto, który jest także jego trenerem i Zhang Lin – reprezentantki Chin na mistrzostwach świata w 1995. W 2014 został obywatelem Japonii i zmienił nazwisko na Harimoto. Do 2016 roku uczęszczał do szkoły podstawowej we wschodnim Miyagu. Po jej skończeniu przeniósł się do Tokio, gdzie uczy się w JOC Elite Academy.
Harimoto zaczął grać w tenisa stołowego w wieku 2 lat. Do 2016 trenował w klubie w Sichuan, gdzie trenerm był jego ojciec. Jako pierwszoklasista (2010) wygrał mistrzostwa Japonii w kategorii juniorów (do lat 15). Sukces ten osiągał również przez pięć kolejnych lat.
W 2015 został powołany do reprezentacji Japonii na Mistrzostwa Świata Juniorów we Francji, stając się tym samym najmłodszym zawodnikiem japońskiej kadry w historii. Jednak ze względu na zamachy w Paryżu na turnieju tym nie wystąpił.
W wieku 12 lat i 355 dni wygrał turniej Japan Open w kategorii do lat 21, dzięki czemu został najmłodszym zwycięzcą turnieju z serii ITTF World Tour. W tym samym roku, w wieku 13 lat i 163 dni wygrał Mistrzostwa Świata Juniorów w Kapsztadzie, co także jest rekordem. W sezonie 2017/18 reprezentował drużynę Jianga Jialianga w lidze azjatycko-oceanicznej (T2 APAC). W styczniu 2018 zdobył tytuł mistrza Japonii, a w grudniu wygrał  ITTF World Tour Grand Finals – w obu przypadkach jako najmłodszy zawodnik w historii danych rozgrywek.

## Rekordy
- Najmłodszy reprezentant Japonii na Mistrzostwach Świata Juniorów (12 lat).
- Najmłodszy zwycięzca ITTF World Tour w kategorii do lat 21 (12 lat, 355dni).
- Najmłodszy zwycięzca Mistrzostw Świata Juniorów (13 lat, 163 dni).
- Najmłodszy zwycięzca ITTF World Tour (14 lat, 61 dni)[9].
- Najmłodszy zwycięzca Mistrzostw Japonii (14 lat, 207 dni)[11].
- Najmłodszy zwycięzca ITTF World Tour Grand Finals (15 lat, 172 dni)[12].